# Biblioteca Cotton

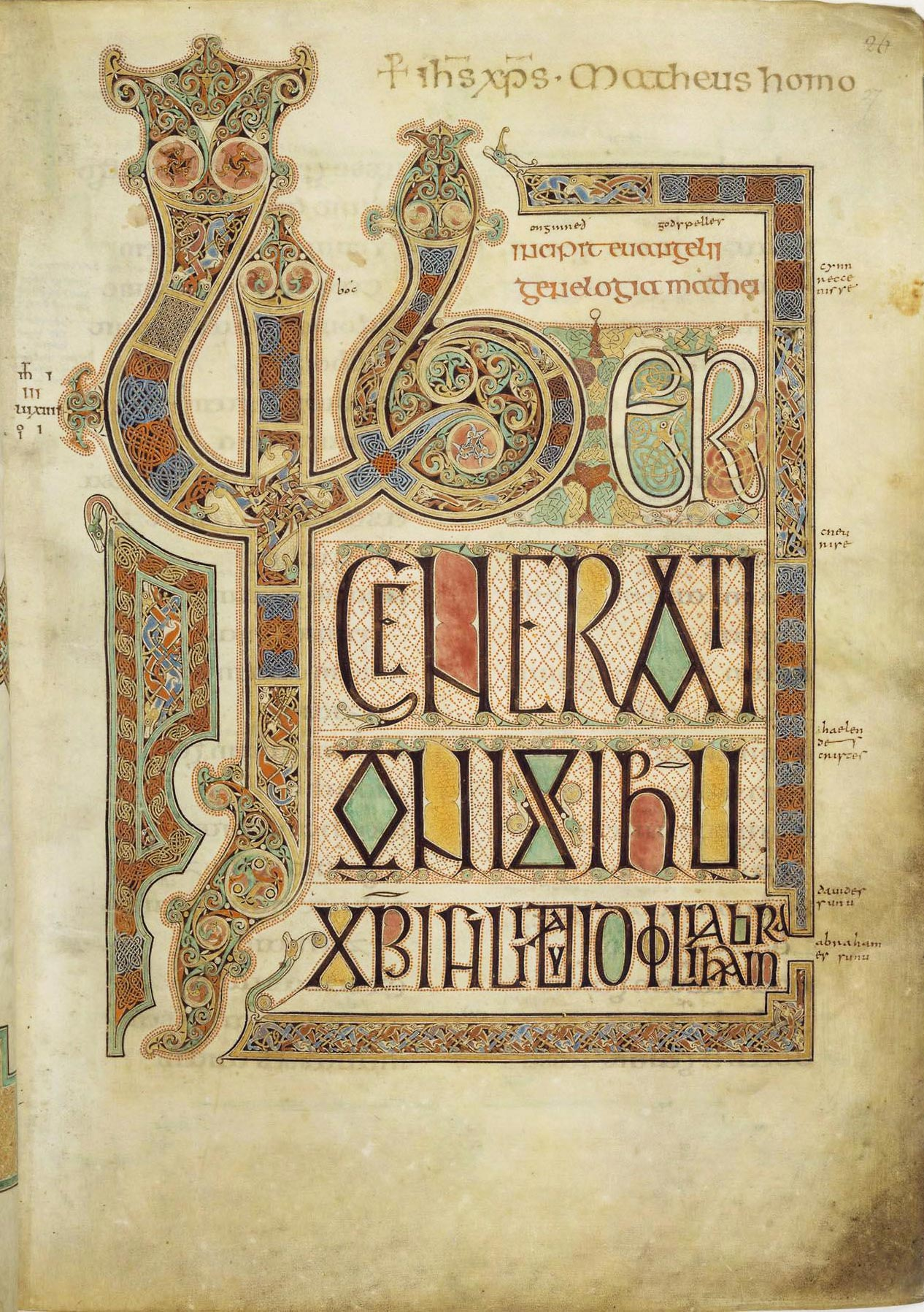
Els Evangelis de Lindisfarne són un dels tresors col·leccionats per Robert Bruce Cotton

La Biblioteca Cotton o Cottoniana (Cotton Library o Cottonian Library) fou una col·lecció privada de Robert Bruce Cotton (1571–1631), antiquari i bibliòfil anglés, que incloïa llibres, manuscrits, monedes i medalles. La feren servir els erudits de l'època, entre els quals Francis Bacon, Walter Raleigh i James Ussher. Richard James en fou bibliotecari.
A aquesta biblioteca es van agregar més tard molts llibres i objectes procedents de la dissolució dels monestirs, col·lecció coneguda com la Biblioteca del Rei o Règia (King's Library o Regius Library), i formà la base del que hui és la Biblioteca Britànica. El conjunt esdevingué el major recurs únic conegut de literatura en anglés antic i anglés mitjà. Alguns treballs molt coneguts, com ara Beowulf, el poema Perla i els Evangelis de Lindisfarne, sobreviuen hui només gràcies a aquesta biblioteca.

## Història

### Formació de la col·lecció
A la primeria del segle xvii, fins els registres oficials de l'estat i els documents importants es conservaven precàriament, i sovint es quedaven en mans privades, desatesos o destruïts pels funcionaris. Robert Cotton recopilà i guardà cent volums de papers oficials, la qual cosa va establir un precedent en el dret anglés. El 1622, la casa de Cotton era, amb la seua biblioteca, just al nord del Parlament. John Strype es refereix així a la mansió Cotton: «En el passatge que va de Westminster Hall al pati del Palau Vell, un poc més enllà de les escales que pugen a la capella de Sant Esteve, hui el Parlament [és a dir, la Cambra dels Comuns], és la casa de l'antiga i noble família Cotton, en què es conserva una molt estimable biblioteca de volums manuscrits, presos tant del país com de l'estranger». Christopher Wren va descriure la casa en la seua època com «en condició molt ruïnosa». La biblioteca era un recurs valuós i el lloc de trobada d'antiquaris, erudits i polítics, incloent-hi els dirigents de l'oposició, com ara Pym, Selden, Wentworth o Edward Coke.
Una prova de tal importància era molt valuosa en aquell temps, en què la política del regne es dirimia entre el rei i el Parlament. Robert Cotton va saber que la seua biblioteca era de vital interés públic i, tot i que va permetre lliurement consultar-la, fou objecte d'hostilitat per part del Govern. El 3 de novembre del 1629 fou arrestat per difondre un pamflet titllat de sediciós (havia estat escrit quinze anys abans per Robert Dudley) i la biblioteca fou clausurada amb aqueix pretext. Cotton fou alliberat el 15 de novembre, i li aixecaren els càrrecs al següent maig, però la biblioteca fou clausurada fins a la mort de Robert Cotton. La va restaurar el seu fill Thomas Cotton, el 1633. L'explicació moderna més àmplia, tot i que incompleta, d'aquests fets és la proporcionada per D. S. Berkowitz el 1988.

### Donació de la biblioteca
El net de Robert Cotton, John Cotton, va donar la biblioteca a la nació de Gran Bretanya. La seua història primerenca es resumeix en el text introductori d'Actes del Parlament 12 i 13 Gul. III c. 7 del 1700/1, que estableixen amb estatuts un règim fiduciari per a la Biblioteca Cottoniana:
A partir d'aquests estatuts, es nomenaren fiduciaris de la biblioteca, que la van traslladar des de la ruïnosa Cotton House. Primer fou a Essex House, a Strand, i més tard a Ashburnham House, a l'oest del Palau de Westminster.

### L'incendi d'Ashburnham House

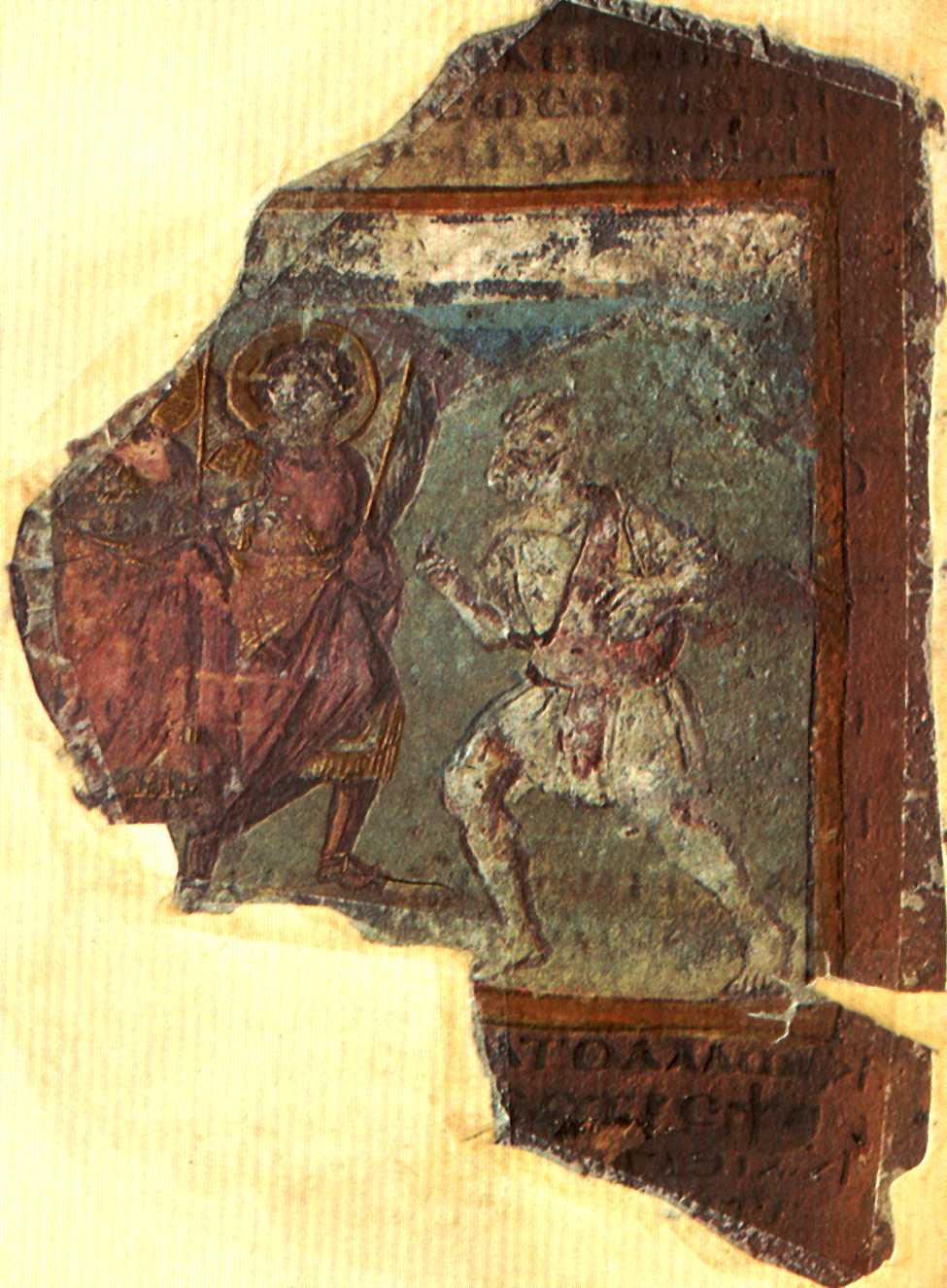
El Gènesi Cotton fou pràcticament destruït per l'incendi d'Ashburnham House

El 23 d'octubre del 1731 ocorregué un incendi a Ashburnham House, i s'hi perderen molts manuscrits, mentre que altres papers van resultar socarrimats o danyats per l'aigua. En total es va perdre o va fer malbé la quarta part de la col·lecció. El bibliotecariDr. Bentley va escapar de les flames amb el valuosíssim Codex Alexandrinus sota el braç, una escena presenciada i més tard descrita a Charlotte Sundon per Robert Freind, director de la Westminster School.  El portaveu, Arthur Onslow, com un dels fiduciaris estatutaris de la biblioteca, va dirigir i supervisar un programa de restauració notable per als mitjans del seu temps. L'informe publicat del seu treball és de gran importància en la bibliografia sobre la biblioteca. Per sort, s'havien fet còpies d'alguns dels manuscrits perduts (tot i que no pas de tots), i molts dels danyats es pogueren restaurar en el segle xix.

## Fons

### Classificació
Robert Cotton organitzà la seua biblioteca amb una referència a la prestatgeria, prestatge i posició d'un determinat volum. Cada prestatgeria estava coronada pel bust d'un cèsar de l'Antiga Roma, i per això la notació es componia de:
- el nom d'un cèsar per a la prestatgeria;
- una lletra majúscula per al prestatge, començant per la A per al prestatge superior de cada prestatgeria;
- un número romà per al volum entre els continguts del prestatge.

Així, els dos manuscrits més coneguts de la biblioteca es denominen «Cotton Vitellius A.xv» i «Cotton Nero A.x». Per a Robert Cotton això significava «sota el bust de Vitel·li, al prestatge superior, el quinzé volum», per al Liber Monstrorum del manuscrit de Beowulf; o «ves al bust de Neró, prestatge superior, desé volum» per al manuscrit que contenia tots els treballs del poeta Pearl. A la Biblioteca Britànica encara es cataloguen aquests valuosos toms per les referències de Cotton.
D'aquest esquema de classificació s'apartava lleugerament la prestatgeria dedicada a l'emperador August, dedicada a plànols i altres elements de gran format.

### Manuscrits notables
Es poden assenyalar els aquests manuscrits notables del contingut de la biblioteca:
- August
  - ii.106 — Carta Magna: exemplificació de 1215.
- Calígula
  - A.ii — «Un pistil de Susan» (poema probablement de Huchoun, fragment).
  - A.ix — Brut, de Layamon (versió llarga).
  - A.xv — Crònica de la taula de Pasqua (Easter Table Chronicle).
- Claudi
  - B.vi — Gènesi Cotton (fragment).
  - D.ii — Leges Henrici Primi, un manuscrit il·luminat d'un tractat legal del segle xii , copiat cap a 1310.[8]
  - D.iv, folis 48-54 — De Iniusta Vexacione Willelmi Episcopi Primi (perduda la introducció i part de la conclusió).[9]
- Cleòpatra
  - A.ii — Vida de santa Mòdena (Life of St. Modwenna).
- Domicià
  - A.viii — Epítom bilingüe de Canterbury (Crònica anglosaxona F).
  - A.ix — «Fragment cottonià» de l'Epítom bilingüe de Canterbury (Crònica anglosaxona H), escrit en runes futhorc.
- Faustina Major
  - A.x — "Glosses addicionals al glossari de la Gramàtica d'Aelfric" (Ælfric o Aelfric d'Eynsham).
- Galba
  - A.xviii — Saltiri d'Etelstan.
- Juli Cèsar
  - A.x — Martirologi romà en anglés antic.
  - E.vii — Vides de sants, d'Aelfric d'Eynsham.
- Neró
  - A.x — Perla (Perla (poema)) i Sir Galvany i el Cavaller Verd (Sir Gawain and the Green Knight).
  - D.iv — Evangelis de Lindisfarne.
- Otó
  - A.xii — La batalla de Maldon (The Battle of Maldon, destruït per l'incendi del 1731).
  - B.x — Maria Egipcíaca (Mary of Egipt, fragmentari).
  - B.x, foli 165 — «Poema rúnic anglosaxó» (destruït per l'incendi del 1731).
  - B.xi, foli 2 — Fragment d'una còpia (Crònica anglosaxona G, A² o W) de la Crònica de Winchester (Crònica anglosaxona A).
  - C.i — De creatore et creatura, d'Aelfric d'Eynsham.
  - C.v — Evangelis d'Otho-Corpus (fragmentaris).
  - C.xiii — Brut, de Layamon (versió breu).
- Tiberi
  - A.vi — Crònica d'Abingdon I (Crònica anglosaxona B).
  - A.xiii — Cartolari de Hemming.
  - B.i — Crònica d'Abingdon II (Crònica anglosaxona C).
  - B.iv — Crònica de Worcester (Crònica anglosaxona D).
  - B.v — Treballs dels mesos (Labours of the Months).
  - C.ii — Historia ecclesiastica gentis Anglorum, de Beda el Venerable.
- Tit
  - D.xxvi — Breviari d'Aelfwine Deira.
- Vespasià
  - A.i — Psaltiri Vespasià.
  - D.xiv — De duodecim abusivis, d'Aelfric d'Eynsham.
- Vitel·li
  - A.xv — Còdex Nowell, que conté Beowulf i el poema Judit.